# Kingdom of Sorrow
Kingdom of Sorrow es una banda estadounidense de sludge metal la cual está formada por Kirk Windstein de Crowbar, junto con Jamey Jasta de Hatebreed.

## Miembros
- Jamey Jasta - Vocalista
- Kirk Windstein - Guitarra y coros
- Charlie Bellmore - Guitarra
- Matthew Brunson - Bajo
- Nick Bellmore - Batería

### Antiguos Miembros
- Derek Kerswill - batería (2007–2008)
- Kenny Hickey - guitarra (reemplazar a Kirk Windstein en 2008 y Ozzfest 2010)
- Steve Gibb - guitarra (2007–2010)

## Discografía
| Fecha de lanzamiento en EE. UU. | Título                    | discográfica    | Mejor posición en Billboard |
| ------------------------------- | ------------------------- | --------------- | --------------------------- |
| 19 de febrero de 2008           | Kingdom of Sorrow         | Relapse Records | 131                         |
| 8 de junio de 2010              | Behind the Blackest Tears | Relapse Records | 151                         |